# Конти-Вроцлавські

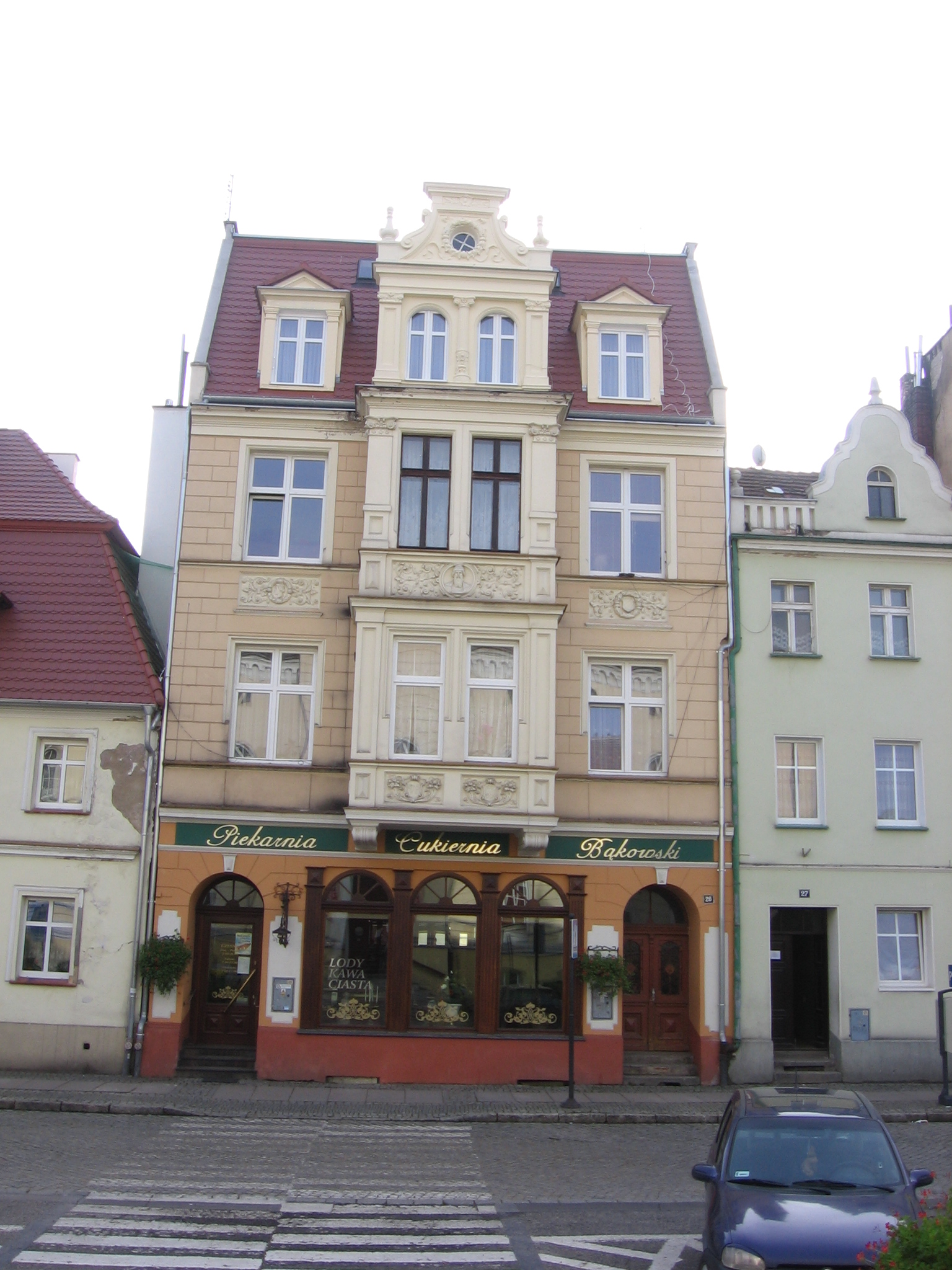
Ринкова площа

Ко́нти-Вроцла́вські (пол. Kąty Wrocławskie, нім. Kanth, Canth) — місто в південно-західній Польщі, на річці Бистшиця.
Належить до Вроцлавського повіту Нижньосілезького воєводства.

## Демографія
Демографічна структура станом на 31 березня 2011 року:
|          | Загалом | Допрацездатний вік | Працездатний вік | Постпрацездатний вік |
| -------- | ------- | ------------------ | ---------------- | -------------------- |
| Чоловіки | 2897    | 600                | 2049             | 248                  |
| Жінки    | 3135    | 585                | 1916             | 634                  |
| Разом    | 6032    | 1185               | 3965             | 882                  |